# 서당보
서당보(徐堂輔, 1806년 ~ 1883년)은 조선 후기의 문신으로, 고종 때 영의정을 지냈다. 본관은 대구. 자는 계긍(季肯), 호는 다사(茶史), 시호는 문간(文簡)이다.

## 생애
철종 때 문과에 급제하여 교리로 제수되고, 충청좌도암행어사로 나가 탐관오리들을 적발했으며, 이후 부교리로 있다가 경상좌도경시관을 거쳐 부응교로 있다가 바로 고종 때 이조참의, 좌부승지, 우승지를 거쳐 사간원대사간이 되고, 부사로 중국에 다녀온다. 사헌부대사헌, 이조참판, 사간원대사간을 하는데 이후 대사간에 이어 사헌부대사헌, 공조판서, 형조판서를 지내고 다시 사헌부대사헌에 이어 형조판서를 하다 다시 사헌부대사헌이 되고, 함경도관찰사로 외직에 나가 민정을 다스리고, 사헌부대사헌, 병조판서, 의정부우참찬, 예조판서를 하며 제조와 시강원좌빈객을 겸하고, 이후 시강원우빈객에 이어 우빈객을 겸한 뒤, 다시 사헌부대사헌, 판의금부사를 하며 시강원좌빈객을 겸하고 이후 홍문관제학, 판의금부사, 형조판서, 이조판서에 이어서 판의금부사, 홍문관제학, 예문관제학을 하고 의정부우의정, 의정부좌의정을 하는데 우의정과 좌의정을 거치며 수구당의 핵심인물이 되고 영의정에 이르렀다.

## 가족 관계
- 고조부 : 서종태(徐宗泰) - 영의정
  - 증조부 : 서명균(徐命均) - 좌의정
    - 할아버지 : 서무수(徐懋修) - 목사
      - 아버지 : 서유돈(徐有敦)
      - 어머니 : 윤광부의 딸
        - 본인 : 서당보(徐堂輔)
          - 아들 : 서공순(徐公淳)
            - 손자 : 서상집(徐相集)
              - 증손자 : 서병갑(徐丙甲)